# Miniopterus inflatus
Miniopterus inflatus es una especie de murciélago de la familia Vespertilionidae.

## Distribución geográfica
Se encuentra en Camerún República Centroafricana, República Democrática del Congo Guinea Ecuatorial Etiopía Gabón Guinea, Kenia Liberia Madagascar Mozambique Namibia, Ruanda, Tanzania,  Uganda Zimbabue.

## Hábitat
Su hábitat natural son: las cuevas